# Ilse Lohmann (Tischtennisspielerin)
Ilse Lohmann ist eine ehemalige deutsche Tischtennisspielerin. In den 1940er Jahren feierte sie ihre größten Erfolge.
Bei nationalen deutschen Meisterschaft kam Ilse Lohmann sechs Mal in die Medaillenränge. 1947 erreichte sie im Einzel und im Doppel (mit G. Schwarz) das Endspiel, im Mixed mit Bernie Vossebein holte sie den Titel. 1948 kam sie im Doppel mit Berti Capellmann ebenfalls ins Finale. 1950 wurde sie im Mixed mit Vossebein Deutscher Meister, im Doppel mit Hanne Witt Dritter.
Zweimal wurde sie mit der Damenmannschaft des TSV Union Wuppertal deutscher Mannschaftsmeister, nämlich in der Saison 1948/49 und 1949/50. In der deutschen Rangliste wurde sie 1949/50 auf Platz vier geführt.